# Gianmarco Garofoli
Gianmarco Garofoli (Ancona, Marcas, 3 de marzo de 2002) es un ciclista italiano que compite con el equipo Soudal Quick-Step.

## Biografía
Gianmarco comenzó a andar en bicicleta a la edad de cinco años. Saca su primera licencia en el equipo Osimo Senza Testa.
Ganó la etapa reina del Giro del Valle de Aosta 2021.
En noviembre de 2022, Astana Qazaqstan Team anunció su ascenso a su primer equipo con contrato hasta finales del año 2024.

## Palmarés
2021
- 1 etapa del Giro del Valle de Aosta

## Resultados en Grandes Vueltas
| Carrera | Carrera         | 2021 | 2022 | 2023 | 2024 | 2025 |
| ------- | --------------- | ---- | ---- | ---- | ---- | ---- |
|         | Giro de Italia  | —    | —    | —    | —    | 31.º |
|         | Tour de Francia | —    | —    | —    | —    | —    |
|         | Vuelta a España | —    | —    | —    | 48.º | —    |

―: no participa
Ab.: abandono

## Equipos
- Development Team DSM (2021)
- Astana Qazaqstan Development Team (2022)
- Astana Qazaqstan Team (2023-2024)
- Soudal Quick-Step (2025-)